# Campylanthus
Campylanthus é um género botânico pertencente à família Plantaginaceae. Tradicionalmente este gênero era classificado na família das Scrophulariaceae.

## Espécies
Apresenta 18 espécies:
Campylanthus anisotrichus Campylanthus antonii Campylanthus benthamii
Campylanthus chascaniflorus Campylanthus glaber Campylanthus glabra
Campylanthus incanus Campylanthus junceus Campylanthus mirandae
Campylanthus parviflorus Campylanthus pungens Campylanthus ramosissimus
Campylanthus salsoloides Campylanthus sedoides Campylanthus somaliensis
Campylanthus spathulatus Campylanthus spinosus Campylanthus yemenensis